# Thomas Leighton Wendt
Thomas Leighton Wendt (1950) es un botánico y pteridólogo estadounidense.

## Principales publicaciones
- 1978. A systematic study of Polygala section Rhinotropis (Polygalaceae). Ed. University of Texas at Austin. 722 pp.

## Honores

### Epónimos
- (Acanthaceae) Aphelandra wendtii T.F.Daniel[1]
- (Acanthaceae) Justicia wendtii T.F.Daniel[2]
- (Agavaceae) Agave wendtii Cházaro[3]
- (Araceae) Cryptocoryne wendtii de Wit var. rubella Rataj[4]
- (Asteraceae) Brickellia wendtii B.L.Turner[5]
- (Canotiaceae) Canotia wendtii M.C.Johnst.[6]
- (Celastraceae) Maytenus wendtii Lundell[7]
- (Celastraceae) Maytenus wendtii Lundell[8]
- (Hernandiaceae) Hernandia wendtii Espejo[9]
- (Lamiaceae) Scutellaria wendtii Henrickson[10]
- (Malpighiaceae) Malpighia wendtii W.R.Anderson[11]
- (Malvaceae) Sida wendtii Fryxell[12]
- (Myrsinaceae) Parathesis wendtii Lundell[13]
- (Orchidaceae) Epidendrum wendtii Hágsater & Salazar[14]
- (Orchidaceae) Tamayorkis wendtii (Salazar) R.González & Szlach.[15]
- (Polemoniaceae) Ipomopsis wendtii Henrickson[16]
- (Rhamnaceae) Rhamnus wendtii Ishiki[17]
- (Rubiaceae) Arachnothryx wendtii (Lorence & Cast.-Campos) Borhidi[18]
- (Salicaceae) Salix wendtii M.C.Johnst.[19]
- (Selaginellaceae) Selaginella wendtii Mickel & Beitel[20]
- (Woodsiaceae) Diplazium wendtii Mickel & A.R.Sm.[21]